# 繁藤駅
繁藤駅（しげとうえき）は、高知県香美市土佐山田町繁藤にある、四国旅客鉄道（JR四国）土讃線の駅である。駅番号はD35。JR四国の駅の中で最も高い標高347 mに位置し、ここから高知方面に向けて一気に下っていく。

## 歴史
- 1930年（昭和5年）6月21日：土佐山田駅 - 角茂谷駅間開業に伴い[1]、天坪駅（あまつぼえき）として開業[1]。
- 1963年（昭和38年）10月1日：繁藤駅に改称[1]。
- 1969年（昭和44年）10月1日：配達の取扱を廃止[1]。
- 1970年（昭和45年）10月1日：駅員無配置駅となり[4]、同時に手荷物の取り扱いを廃止し小荷物の取り扱いを到着小荷物（特別扱新聞紙に限る。）に限定[1][5]。簡易委託駅となる[6]。
- 1972年（昭和47年）7月5日：昭和47年7月豪雨の影響で駅前の山が地すべり性崩壊を起こし、死者60名の被害を出す（繁藤災害）。
- 1987年（昭和62年）4月1日：国鉄分割民営化によりJR四国の駅となる[1]。

## 駅構造
ホームは2面3線。改札口側に単式ホーム1線、跨線橋を渡ると島式ホーム2線があり、待避や行き違いが可能である。
2009年春に長年続けられていた簡易委託による乗車券発売が終了し、現在は完全に無人駅化されている。
特急通過駅ではあるが、行き違いのために運転停車することがある。

### のりば

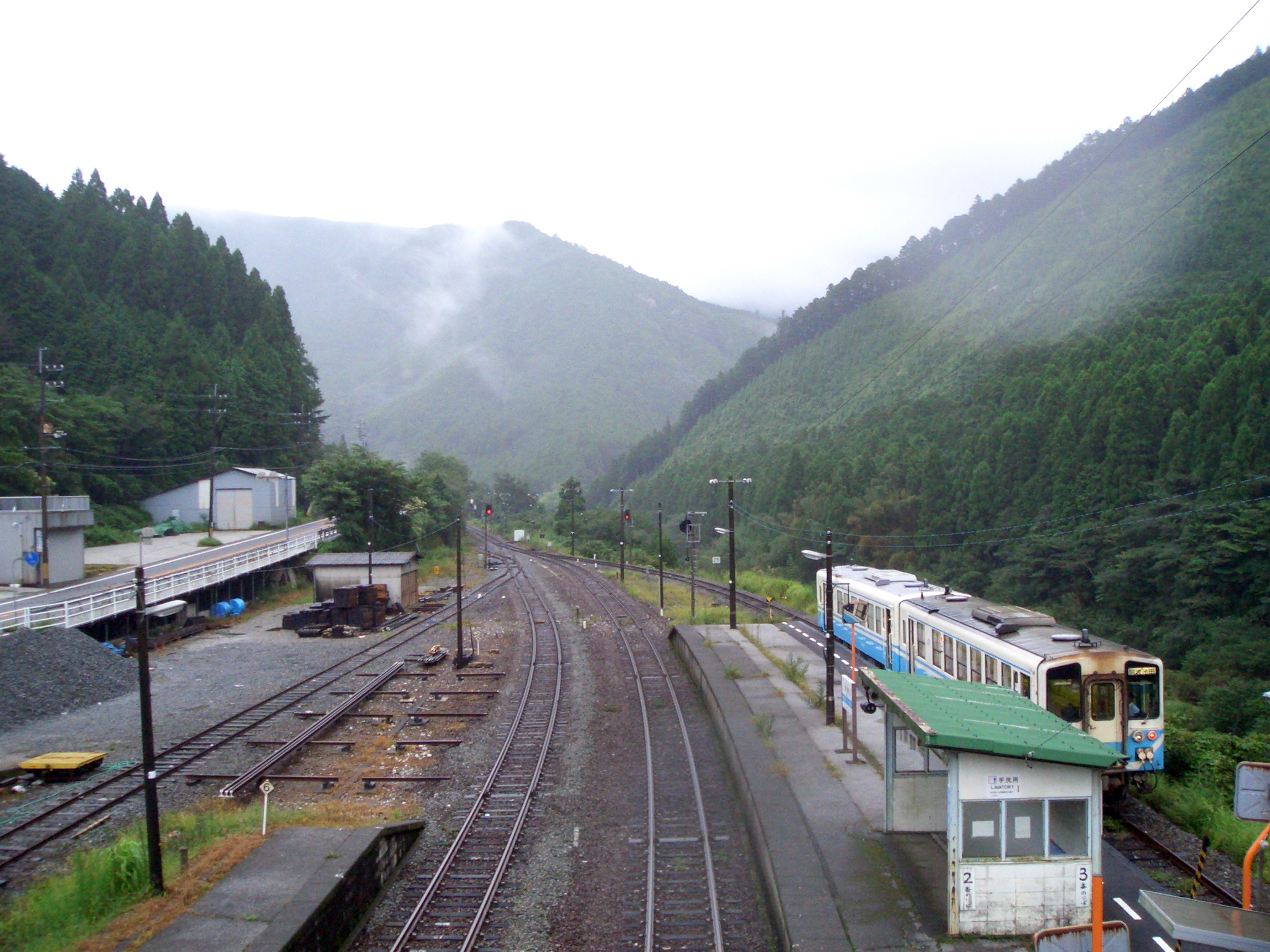
ホーム（2006年9月）

| のりば | 路線    | 方向 | 行先                 | 備考     |
| ------ | ------- | ---- | -------------------- | -------- |
| 1      | ■土讃線 | 上り | 大歩危・阿波池田方面 |          |
| 2      | ■土讃線 | 下り | 土佐山田・高知方面   |          |
| 3      | ■土讃線 | 下り | 土佐山田・高知方面   | 一部列車 |
| 3      | ■土讃線 | 上り | 大歩危・阿波池田方面 | 一部列車 |

- ホーム（2006年9月）

## 駅周辺
- 香美市繁藤出張所
- 繁藤郵便局
- 甫喜ヶ峰森林公園
- 穴内川ダム
- 繁藤災害慰霊碑[7]

### バス路線
- 嶺北観光自動車
  - 医大病院 / 田井 ※元日運休
- 香美市営バス
  - 鏡野中学校前 ※土休日運休
  - 不寒冬 ※月水金運転
  - 西又 ※火木運転

## 隣の駅
四国旅客鉄道（JR四国）
■土讃線
■普通
角茂谷駅 (D34) - 繁藤駅 (D35) - *新改駅 (D36) - 土佐山田駅 (D37)
*一部の普通列車は新改駅には停車しない。